# Tom Clancy's Rainbow Six: Lockdown
Tom Clancy's Rainbow Six: Lockdown è un videogioco sparatutto in prima persona tattico sviluppato dalla Red Storm Entertainment e pubblicato dalla Ubisoft.

## Trama
La storia, ambientata nel 2009 e composta da 16 diverse missioni, si basa sul furto di un virus soprannominato "Legione" effettuato da una rete terroristica conosciuta come "Fronte di Liberazione Globale" (composta da estremisti di sinistra e anarchici in netto contrasto con l'Occidente) al fine di sfruttarlo come arma batteriologica per massicci attentati. Il "Legione" è infatti una nanite aerosol che provoca un'elevata emorragia nella sua vittima e che potrebbe aumentare il 100% del tasso di mortalità.
Ma soltanto una speciale squadra d'assalto globale può opporsi al progetto criminoso dei cospiratori: si tratta del Rainbow, esperto corpo d'élite addestrato in operazioni antiterrorismo e di spionaggio. I commandos del Rainbow si sposteranno così di paese in paese con l'obiettivo di catturare o uccidere i principali leader delle cellule appartenenti alla famigerata organizzazione terroristica capitanata da Bastian Vanderwaal. Un grande colpo di scena si verifica quando il cecchino del commando, Dieter Weber, viene catturato dai terroristi, suscitando una rischiosissima missione di salvataggio non autorizzata da parte del Rainbow.

## Modalità di gioco
Al contrario dei primi capitoli, Lockdown si differenzia per l'impossibilità di pianificare le operazioni prima di passare all'azione, dando al giocatore il compito di spostarsi lungo lo scenario per neutralizzare i nemici e salvare gli ostaggi.
Questo videogame, assieme al successore Tom Clancy's Rainbow Six: Vegas, assume quindi più i caratteri dello sparatutto propriamente detto che dello sparatutto tattico, avendo abbandonato la pianificazione della missione che avveniva con percorsi e ordini impartiti alle squadre e che costitutiva uno dei punti di forza e innovazione dei primi titoli della serie.

## Versione PC
La versione per Microsoft Windows, pubblicata nel 2006, presenta una grafica di nuova generazione, i livelli sono stati ridisegnati per adattarsi al gameplay più lineare e sono stati aggiunti i caschi nei modelli dei personaggi, tuttavia sono stati rimossi i livelli in cui si controlla il cecchino della squadra Dieter Weber, la storia è in un ordine cronologico differente rispetto a quella per console e inoltre sono state rimosse le varie cutscene ricevendo però varie critiche per questo.